# Jeffrey McLaughlin
Jeffrey Dean „Jeff” McLaughlin (ur. 31 października 1965 w Summit) – amerykański wioślarz. Dwukrotny medalista olimpijski.
Brał udział w dwóch igrzyskach olimpijskich (IO 88, IO 92), na obu zdobywał medale. W 1988 zajął trzecie miejsce w prestiżowej ósemce, cztery lata później był drugi w czwórce bez sternika. W 1992 osadę tworzyli ponadto Doug Burden, Thomas Bohrer i Patrick Manning. Zdobył dwa medale mistrzostw świata – w 1987 złoto w ósemce oraz srebro w 1991 w czwórce bez sternika.